# Stuck with Each Other
Stuck with Each Other è un brano musicale della cantante pop e R&B americana Shontelle, estratto come secondo singolo dal suo album di debutto Shontelligence. È una collaborazione con Akon. È stato pubblicato il 10 febbraio 2009 negli Stati Uniti e il 24 maggio dello stesso anno nel Regno Unito.
Il video musicale del brano è stato pubblicato il 4 marzo 2009 sul fansite di Shontelle e in esso recitano lei ed Akon. Il video inizia con Shontelle e il suo fidanzato che fanno shopping; lei prova degli abiti nei camerini di un negozio. Durante il verso di Akon essi si trovano contro una parete dorata. Alcune scene sono tratte dal film I Love Shopping, dato che la canzone è inclusa nella sua colonna sonora. Il video finisce col fidanzato che mette i vestiti in una borsa.

## Tracce
Download digitale (Regno Unito)
1. Stuck with Each Other 3:21
2. Stuck with Each Other (Riff & Rays Remix) 6:28
3. Stuck with Each Other (Dubwise Tribal Life Mix) 5:50
4. Stuck with Each Other (Self Taught Beats Mix) 3:18

## Classifiche
| Classifica (2009) | Posizione massima |
| ----------------- | ----------------- |
| Europa            | 75                |
| Irlanda           | 46                |
| Regno Unito       | 23                |